# Catherine Asaro
Œuvres principales
- La Saga de l'Empire skolien

Catherine Asaro, née le 6 novembre 1955 à Oakland, est une romancière américaine de science-fiction, de fantasy et de thriller. Elle a obtenu le prix Nebula du meilleur roman 2001 pour Quantum Rose ainsi que le prix Nebula du meilleur roman court 2008 pour The Spacetime Pool.

## Biographie
Catherine Asaro naît le 6 novembre 1955 à Oakland (Californie) et grandit à El Cerrito dans le même État. Elle est la fille de Frank Asaro, découvreur de l'anomalie de l'iridium qui a conduit une équipe formée de Luis et Walter Alvarez, et de Frank Asaro et Helen Michel à l'explication extraterrestre de l'extinction Crétacé-Tertiaire.
Elle obtient le BSc en chimie à UCLA et étudie à l'université Harvard, y recevant un master en physique et un doctorat en chimie physique[réf. nécessaire].
Catherine Asaro fait de la recherche entre autres à l'université de Toronto, à l'Institut Max-Planck d'astrophysique en Allemagne et au Harvard-Smithsonian Center for Astrophysics. Elle se consacre à l'écriture depuis 1990.
En dehors de son travail d'écriture, elle enseigne les mathématiques, la physique et la chimie. Elle a participé avec le groupe Point Valid au CD Diamond Star qui sert de référence sonore à son roman du même nom (2009), treizième volume de la saga de l'Empire skolien.
Elle est mariée à l'astrophysicien John Kendall Cannizzo qui travaille à la NASA.

## De la science-fiction sur les mathématiques
Les concepts mathématiques exploités sont souvent complexes.
Le voyage dans le temps utilisé dans l'Empire skolien vient d'un article d'Asaro sur les variables complexes et la relativité paru dans l'American Journal of Physics,.
Le roman Spherical Harmonic imagine un univers basé sur l'espace de Hilbert décrit par les fonctions propres d'harmonique sphérique qui forment une solution de l'équation de Laplace ; une partie du livre emprunte la forme des ondes sinusoïdales qu'on trouve en harmonique sphérique.
Quantum Rose est une allégorie de la théorie quantique de la diffusion (« quantum scattering theory ») dédiée aux conseillers qu'elle a eus pour sa thèse de doctorat.
Le roman court Aurora in Four Voices met en jeu des sujets allant des séries de Fourier à des problèmes d'intégration en calcul différentiel et intégral discutés dans le forum Mathematical Fiction.
À la fin de Spherical Harmonic, de Quantum Rose et de The Moon's Shadow, Asaro explique les concepts mathématiques utilisés.

## Œuvres

### Univers deL'Empire skolien

#### La Saga de l'Empire skolien
1. (en) Skyfall, 2003
2. (en) Schism, 2004
3. (en) The Final Key, 2005
4. (en) The Last Hawk, 1997
5. Point d'inversion, Mnémos, 2003 ((en) Primary Inversion, 1995)
6. Radiance, Mnémos, 2004 ((en) The Radiant Seas, 1999)
7. Soleil ascendant, Mnémos, 2005 ((en) Ascendant Sun, 2000)
8. (en) Spherical Harmonic, 2001
9. (en) The Moon's Shadow, 2003
10. Quantum Rose, Mnémos, 2004 ((en) The Quantum Rose, 2000)
11. (en) The Ruby Dice, 2008
12. (en) Diamond Star, 2009
13. (en) Carnelians, 2011
14. (en) Catch the Lightning, 1996

#### SérieMajor Bhaajan
1. (en) Undercity, 2014
2. (en) The Bronzed Skies, 2017
3. (en) The Vanished Seas, 2020

### SérieThe Lost Continent
1. (en) The Charmed Sphere, 2004
2. (en) The Misted Cliffs, 2005
3. (en) The Dawn Star, 2006
4. (en) The Fire Opal, 2007
5. (en) The Night Bird, 2008

### SérieSunrise Alley
1. (en) Sunrise Alley, 2004
2. (en) Alpha, 2006

### Romans indépendants
- (en) The Veiled Web, 1999
- (en) The Phoenix Code, 2000

### Recueils de nouvelles
- (en) Aurora in Four Voices, 2011
- (en) The Spacetime Pool, 2012

### Nouvelles traduites en français
- Ave de paso, 2004 ((en) Ave de paso, 2001)Parue dans l'anthologie Tracés du vertige aux éditions Flammarion
- La Magicienne, 2006 ((en) Moonglood, 2003)Parue dans l'anthologie La Légende des royaumes aux éditions Harlequin dans la collection Luna